# 아리스 (카자흐스탄)

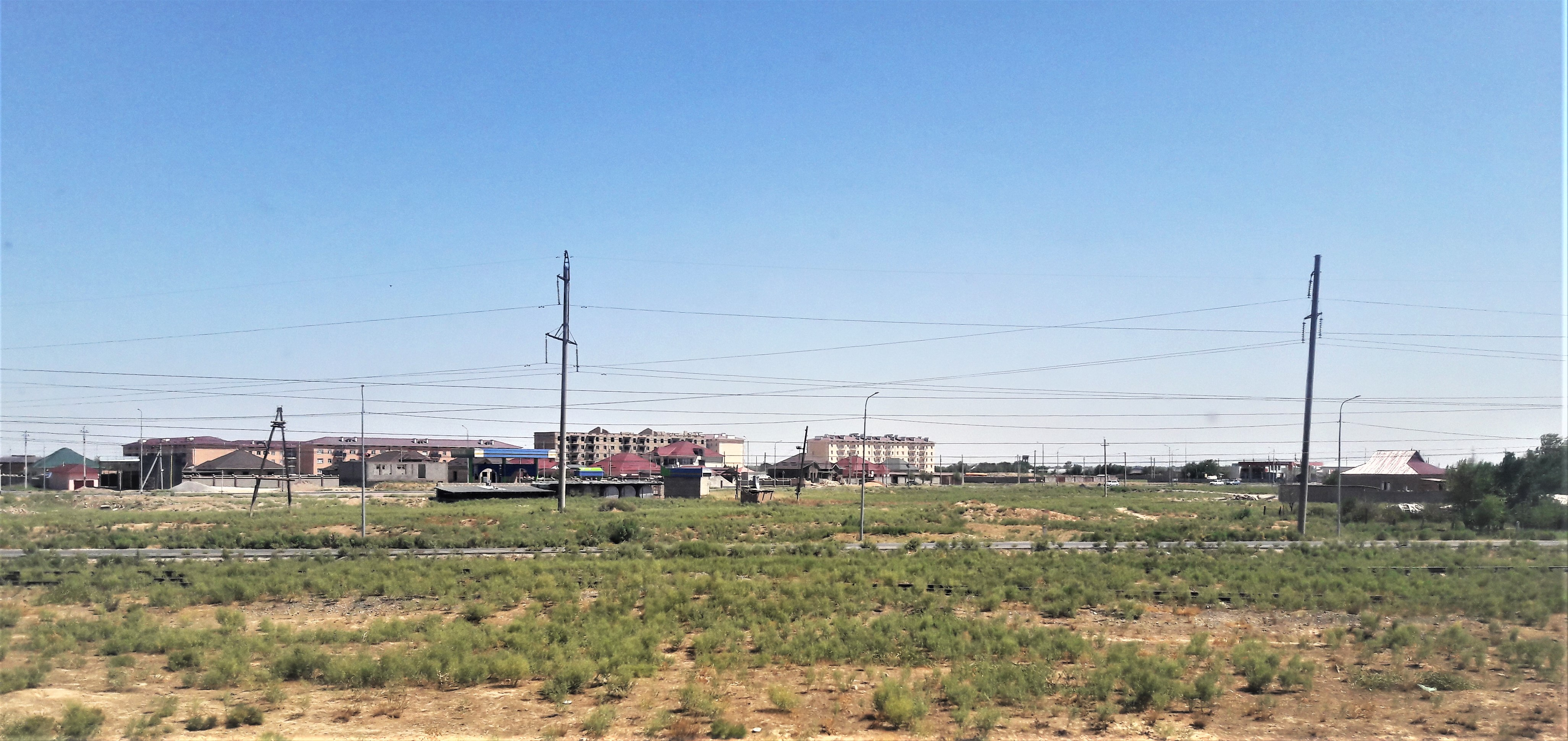
아리스

아리스(카자흐어: Арыс, 러시아어: Арыс)는 카자흐스탄 투르키스탄주의 도시이다. 인구: 62,197 (2009년 인구 조사 결과); 59,280 (1999년 인구 조사 결과).
트랜스아랄 철도(오렌부르크-아리스-타슈켄트), 투르키스탄-시베리아 철도(아리스-알마티-바루나울)가 지나가는 철도 교통의 요충지이다. 역사는 1904년에 건설되었으며 1902년부터 1905년까지 지어진 건축물이 남아 있다.
도시의 경제는 농업(면화, 곡물 재배, 가축 사육)이 주를 이룬다. 그 외의 산업으로는 침목 공장, 전기 기관차, 화차 수리 등이 있다.